# L'Enfer des mandingos
Pour les articles homonymes, voir Drum (homonymie).
Pour plus de détails, voir Fiche technique et Distribution.
L'Enfer des mandingos (Drum) est un drame historique américain réalisé par Steve Carver, sorti en 1976.
Adapté du roman Drum de Kyle Onstott paru en 1962, le film est aussi la suite du film Mandingo de Richard Fleischer. Tout comme dans le premier film, les « mandingos » du titre font référence aux esclaves mandingues importés d'Afrique occidentale lors de la traite triangulaire.

## Synopsis
Drum est né d'une prostituée blanche, qui l'élève avec sa compagne lesbienne noire. Drum grandit pour devenir un combattant et est souvent forcé de boxer à mains nues d'autres esclaves jusqu'au bord de la mort pour le divertissement des propriétaires, dont l'un est un Français homosexuel nommé Bernard DeMarigny. DeMarigny veut coucher avec Drum, mais ses avances sont rejetées par l'esclave et DeMarigny jure de se venger de Drum. Drum et son ami Blaise sont finalement vendus au propriétaire de la plantation Hammond Maxwell, et sont tous deux emmenés dans sa plantation pour y travailler. Régine est également achetée par Maxwell et emmenée à la plantation pour ses désirs personnels en tant que femme de chambre.
Arrivée à la plantation de Maxwell, Regine est installée dans la chambre au-dessus de Hammond. Augusta Chauvel, la fiancée de Maxwell, est jalouse et a d'autres projets pour Régine. Sophie, la fille de Maxwell, veut coucher avec Tambour, mais il refuse de peur d'être tué. Sophie tente également de coucher avec Blaise, et après avoir été rejetée, elle dit à son père que Blaise l'a violée. Blaise est enchaîné et Maxwell décide qu'il doit être castré pour le viol présumé. Sophie est envoyée en pension après avoir été surprise en train de montrer à Blaise ce qu'il a manqué, alors qu'il était enchaîné.
Entre-temps, un dîner a été organisé pour célébrer les fiançailles de Maxwell et Chauvel. DeMarigny a été invité à assister à la célébration et les invités finissent par discuter de la meilleure façon de castrer un esclave au cours du dîner. Pendant la fête, Drum libère Blaise de ses chaînes et les esclaves présents à la fête de fiançailles se révoltent. Un accord est conclu pour qu'ils ne tirent pas sur Blaise ; alors que Drum tente de désamorcer une éventuelle révolte, DeMarigny tire sur Blaise. Tambour se retourne alors, saisit les parties intimes de DeMarigny et les arrache, disant aux esclaves de prendre la maison et la révolte commence. Les esclaves et les esclavagistes sont tués pendant la bataille, mais Maxwell et Chauvel sont tous sauvés par Drum. Maxwell dit à Drum qu'il doit fuir pendant la révolte car si les esclavagistes l'attrapent après la révolte, il devra le tuer. Chauvel dit à Maxwell qu'il n'a qu'à dire aux esclavagistes que Drum était loyal et qu'ils ne le tueront pas, mais Maxwell dit qu'il doit quand même tuer Drum. On voit alors Drum s'enfuir de la plantation.

## Fiche technique
- Titre français : L'Enfer des mandingos[1]
- Titre original anglais : Drum
- Réalisation : Steve Carver
- Scénario : Norman Wexler d'après le roman Drum de Kyle Onstott, paru en 1962.
- Photographie : Lucien Ballard
- Montage : Carl Kress
- Musique : Charlie Smalls (en)
- Production : Ralph-B. Serpe, Dino De Laurentiis, Eric Pleskow, Mike Medavoy, William Bernstein, Arthur Krim, Robert Benjamin
- Sociétés de production : Dino De Laurentiis Company
- Société de distribution : United Artists
- Pays de production :  États-Unis
- Langue originale : anglais américain
- Format : couleur
- Genres : drame historique et racial
- Durée : 110 minutes
- Date de sortie :
  - États-Unis : 30 juillet 1976
  - France : 23 novembre 1977

## Distribution
- Warren Oates : Hammond Maxwell
- Pam Grier : Regine
- Ken Norton : Drum
- Isela Vega : Marianna
- Yaphet Kotto : Blaise
- John Colicos : Bernard DeMarigny
- Fiona Lewis : Augusta Chauvel
- Paula Kelly : Rachel
- Royal Dano : Zeke Montgomery
- Lillian Hayman : Lucretia Borgia
- Rainbeaux Smith : Sophie Maxwell
- Brenda Sykes : Calinda
- Clay Tanner : Mr. Holcomb
- Lila Shanley : Mrs. Holcomb